# Lista de episódios de Wheel Squad
Esta é uma lista de episódios da série de desenho animado francês Wheel Squad.

## Lista de Episódios

### 1ª temporada (2001)
| # | Título                                                | Exibição Original | Código |
| --- | ----------------------------------------------------- | ----------------- | ------ |
| 01 | "Tirem as Mãos de Meu Irmão (Pas touche à mon frère)" | 06/09/2000        | 101    |
| Vários objetos começam a desaparecer na casa dos Souabs e Akim começa a suspeitar do Samir. Enquanto isso Jéssica se apaixona por um garoto novo chamado Ben. Nisso Akim juntos dos Wheels decidem seguir Samir e logo descobrem que ele estava sendo usado pelos Snakes para roubar as coisas de casa, sem contar que Jéssica descobre que Ben é um membro deles. |                                                       |                   |        |
| 02 | "Aniversário Sobre Rodas (Un anniversaire qui roule)" | 13/09/2000        | 102    |
| Enquanto Emilie tenta entrar pro Wheel Squad, Jéssica descobre que sua tia Rosalie está prestes a fazer aniversário e também descobre que ela já trabalhou como atriz num filme antigo e nunca lançado chamado "Luar Sobre o Cais". Nisso os Wheels decidem irem atrás do filme para presenteá-la em seu aniversário.                                              |                                                       |                   |        |
| 03 | "O Campeonato (Tous les coups sont permis)"           | 20/09/2000        | 103    |
| Com o playground do bairro destruído os Wheels decidem participar de um torneio de rollerball para poderem usar o prêmio para reformá-lo. Porém eles não contam com a intromissão dos Snakes nesse torneio que fazem de tudo para eles perderem. |                                                       |                   |        |
| 04 | "Amor É Assim Mesmo (Un amour en sourdine)"           | 27/09/2000        | 104    |
| O pai de Bob estranhamente começa a chegar tarde em casa o que acaba gerando uma briga constante com sua esposa. Nisso Bob junto dos Wheels decidem segui-lo em seu emprego para descobrirem o porque de sua constante ausência em casa. |                                                       |                   |        |
| 05 | "Herói Por Um Dia (Héros d'un jour)"                  | 11/10/2000        | 105    |
| Após Akim, Bob e Johnny terem salvado um bebê de um acidente eles passam a ganhar fama como heróis da cidade o que acaba gerando ciúmes nos Snakes. Nisso Enzo decide contratá-los para fazerem seu trabalho sujo patrocinando o World Mart, o que deixa Jéssica com raiva. Enquanto isso os Snakes também tentam bancarem os heróis.                              |                                                       |                   |        |
| 06 | "Ninguém Me Ama (Personne ne m'aime)"                 | 18/10/2000        | 106    |
| Ao descobrir que os Wheels teriam um novo integrante (um gato) e ser deixada em casa com sua babá Emilie decide fugir de casa, porém ela acaba sendo perseguida pelos Snakes que a fazem cair num fosso profundo ficando perdida desde então. Nisso os Wheels decidem ir atrás dela e impedirem os Snakes de pegá-la para receberem a recompensa.                  |                                                       |                   |        |
| 07 | "A Rebelde (La rebelle)"                              | 15/11/2000        | 107    |
| Os Wheels tiram sem querer uma foto do Willy roubando uma bicicleta fazendo com que os Snakes quisessem a todo custo tomar a foto deles. Enquanto isso o tio de Jéssica começa a passar uns dias em sua casa proibindo-a de ficar andando de patins com seus amigos a trancando dentro de casa.                                                                    |                                                       |                   |        |

### 2ª temporada (2002)
| # | Título em Português Título original (Francês)           | Exibição |
| --- | ------------------------------------------------------- | -------- |
| 27 | "SOS Cobras" "Serpents SOS"                             | 2002     |
| A imundação começa no bairro, mais quando tudo acabou, Bob disse para todos do bairro morarem em casas aconchegantes. Então mãe de Bob teve que levar Cactus sem saber que ele é um cobra, enquanto isso, Dona Rosalie fica com Alex e Sr. Gront fica com Willy, mais as coisas não vão muito bem. |                                                         |          |
| 28 | "Corrida do dia dos Pais" "La course de fête des pères" | 2002     |
| 29 | "Teimoso como uma Mula"                                 | 2002     |